# Lake Peters
Lake Peters ist ein See glazialen Ursprungs in den Franklin Mountains, ein Gebirgszug der Brookskette im Nordosten von Alaska. Der See liegt innerhalb des Arctic National Wildlife Refuge. 

## Lage
Der 6,8 km² große See liegt auf einer Höhe von 852 m auf der Nordseite der Brookskette. Er besitzt eine Längsausdehnung in Nord-Süd-Richtung von 6,8 km sowie eine maximale Breite von knapp 1,5 km. Hauptzufluss ist der Carnivore Creek, der ein geringfügig vergletschertes Gebiet entwässert und in das südliche Seeende mündet. Der Kekiktuk River bildet den Abfluss. Dieser fließt 700 m zum nördlich benachbarten Lake Schrader und weiter zum Sadlerochit River. Beide Seen, Lake Peters und Lake Schrader, werden gemeinsam als „Neruokpuk Lakes“ bezeichnet.

## Namensgebung
Der See erhielt seinen Namen von Ernest de Koven Leffingwell. Namensgeber war William John Peters (1863–1942), ein Arktisforscher, der eine Erkundungsmission des U.S. Geological Survey 1901 im nördlichen Alaska anführte.